# 奎福
奎福（1817年—？），字子壁，号星耦，一号聚五，萨尔图克氏，内务府蒙古正白旗人。道光二十三年癸卯科举人，二十四年甲辰科进士。官至刑部主事，庚戌科会试同考官。

## 家庭
- 高祖虎什泰，头等侍卫；
- 曾祖七十一，会计司八品催长；
- 祖父六保，库守；
- 父多升額；
- 妻周氏；
- 胞弟福寬，翻译生员、福顺，翻译生员、福安，景山官学生。